# Константин Крижевски
Константин Станиславович Крижевски (на руски: Константин Станиславович Крижевский) е съветски футболист.

## Кариера
През 1946 – 1947 г. играе за Криля Советов. След влизането му в казармата през 1948 г. обещаващият защитник е в отбора на Военновъздушните сили на Москва. От него, Крижевски е повикан в националния отбор на СССР. След премахването на ВВС Москва през 1952 г., до юни 1953 г. изиграва няколко мача за клуба МВО, докато отборът е изключен от първенството на СССР, а всички неговите резултати са анулирани.
След това, от многото възможности, той избира Динамо Москва. Тогава играе в най-успешното десетилетие за отбора, когато са спечелени 4 поредни първенства и Купата на СССР през 1953 г. За 9 сезона в Динамо има 155 мача: в първенството – 141, за купа – 14. Той участва с отбора в престижни международни мачове във Франция (1954), Австрия (1954), Италия (1955), турне в Южна Америка (1957), Югославия (1959), мачове с бразилски отбори.
От 1952 г. Крижевски играе за националния отбор на СССР. Общо има 14 мача (включително 3 мача за олимпийския отбор на СССР). Участник на световното първенство през 1958 г. в Швеция (5 мача). Участник на Олимпийските игри през 1952 г. (3 мача). Почетен майстор на спорта на СССР (1957).

## Отличия

### Отборни
Динамо Москва
- Съветска Висша лига: 1954, 1955, 1957, 1959
- Купа на СССР по футбол: 1953

### Международни
СССР
- Европейско първенство по футбол: 1960